# Yoane Wissa
Yoane Wissa (* 3. September 1996 in Epinay-sur-Seine) ist ein kongolesisch-französischer Fußballspieler, der aktuell beim FC Brentford in der Premier League unter Vertrag steht.

## Karriere

### Verein
Wissa begann seine fußballerische Karriere bei Athletico Epinay. Bis 2015 spielte er anschließend in der Jugend des LB Châteauroux. 2013/14 lief er bereits einmal für die zweite Mannschaft in der National 3 auf. In der Folgesaison schoss er schließlich neun Tore in 14 Fünftligaspielen. Am 7. August 2015 (1. Spieltag) debütierte er gegen Stade Raphaëlois in der dritten Liga als Einwechselspieler. Im Spiel darauf, gegen SAS Épinal, stand er in der Startelf und schoss bei einem 1:1-Unentschieden sein erstes Profitor. In der gesamten Saison 2015/16 schoss er sieben Tore und legte fünf Treffer in 23 Ligaspielen auf.
Im Sommer 2016 wechselte er in die Ligue 1 zum SCO Angers. In der Rückrunde wurde er an Stade Laval verliehen. Am 3. Februar 2017 (23. Spieltag) debütierte er in der Ligue 2, als er kurz vor Schluss für Jordan N’Kololo in die Partie kam. Bei einem 5:2-Sieg über Stade Reims schoss er sein erstes Profitor. Bis zum Saisonende kam er in insgesamt 15 Ligaspielen zum Einsatz und schoss zwei Tore. Zur Folgesaison wurde er erneut an einen Zweitligisten AC Ajaccio verliehen. Bei einem 0:0-Unentschieden am ersten Spieltag gegen Chamois Niort debütierte er für Ajaccio in der Liga. Im Spiel darauf schoss er gegen Stade Brest sein erstes Vereinstor, bei einem 2:1-Sieg. Bis Mitte Januar schoss er neun Ligatore in 20 Spielen für seinen Leihverein.
Im Januar 2018 wechselte Wissa fest in die zweite Liga zum FC Lorient. Gegen Stade Reims spielte er das erste Mal für Lorient in der Startelf. Am 9. März 2018 (29. Spieltag) schoss er bei einem 2:1-Auswärtssieg gegen Chamois Niort das erste Tor für seinen neuen Arbeitgeber. In 15 Ligaspielen schoss er vier Tore für Lorient und war sofort ein Stammspieler im Team. In der Folgesaison schoss er wettbewerbsübergreifend in 40 Spielen sechs Tore und legte sechs auf. 2019/20 schoss er 15 Tore und gab vier Vorlagen in 28 Ligaspielen. Mit Lorient stieg er als Tabellenzweiter in die Ligue 1 auf. Am ersten Spieltag gegen Racing Straßburg schoss er bei einem 3:1-Sieg direkt sein erstes Tor in der höchsten französischen Spielklasse. In seiner ersten kompletten Saison in der Ligue 1 traf er zehnmal in allen 38 Ligaspielen.
Im Sommer 2021 wechselte er in die Premier League zum Aufsteiger FC Brentford, wo er bis 2025 unterschrieb. Bei einem 0:0-Unentschieden gegen Crystal Palace debütierte nach Einwechslung kurz vor Schluss in der Premier League. Seinen ersten Ligatreffer schoss er bei einem 3:3-Unentschieden gegen den FC Liverpool, als er den Ausgleich erzielte.

### Nationalmannschaft
Wissa debütierte am 9. Oktober 2020 in einem Freundschaftsspiel gegen Burkina Faso in der Startelf für die Kongolesische A-Nationalmannschaft. Bei einem 1:1-Unentschieden vier Tage später schoss er bereits sein erstes Tor für die Nationalmannschaft. Anfang 2024 nahm er mit der Mannschaft am Afrika-Cup teil und erreichte dort den vierten Platz.

## Erfolge
- Aufstieg in die Ligue 1: 2020